# Deep (Marusha-dal)
A Deep című dal a német Marusha első kimásolt kislemeze a Wir című albumról, mely 1995 júniusában jelent meg a Low Spirit kiadónál. A dal a német slágerlista 11. helyéig jutott, míg Finnországban a 10. helyezést érte el a finn kislemezlistán.

## Megjelenések
12"  Low Spirit Recordings – none
- A	'Deep	'5:47
- B	'Pinguin	'5:54

12" the mixes  Low Spirit Recordings – 579 735-1
- A	Deep (Raver's Nature Remix) 4:57 Remix – Raver's Nature
- B1	Deep (Hardsequencer Remix) 5:37 Remix – Hardsequencer
- B2	Deep (Cirillo Remix) 5:52 Producer – Cirillo, Producer [Uncredited] – Sensoria,  Recorded By [Uncredited] – Alberto Frignani, Cristian Camporesi, Matteo Leoni, Remix – Cirillo

## Slágerlista
| 1995 | "Deep" | 11 | 26 | 10 | 20 |

## Külső hivatkozások
- A dal videóklipje[7]
- A dal a hitparade.ch oldalon[8]